# Jet Bussemaker
Mariëtte Bussemaker, dite Jet Bussemaker, née le 15 janvier 1961 à Capelle aan den IJssel, est une femme politique néerlandaise, membre du Parti travailliste (PvdA). Elle est ministre de l'Éducation, de la Culture et de la Science de 2012 à 2017, dans le deuxième cabinet de Mark Rutte.

## Biographie

### Jeunesse et formation
Jet Bussemaker est scolarisée du primaire au secondaire à Oegstgeest. Elle étudie par la suite à l'université d'Amsterdam la théorie politique. En 1993, elle reçoit son doctorat en sciences politiques et socio-culturelles. Entre 1993 et 1998, elle est professeur assistant en sciences politiques dans son université. Elle est membre durant cette période de la Gauche verte (GL), mais quitte le parti en 1995 pour rejoindre le Parti travailliste (PvdA).

### Débuts en politique
Lors des élections législatives de 1998, elle est élue et devient membre de la Seconde Chambre des États généraux, la chambre basse du Parlement des Pays-Bas, où elle s'occupe de la santé, des affaires sociales et de la culture. Elle reste cependant professeur de science politique à l'université libre d'Amsterdam.

### Secrétaire d'État à la Santé, du Bien-être et des Sports
Lors de la formation du quatrième cabinet du chrétien-démocrate Jan Peter Balkenende, le 22 février 2007, elle devient secrétaire d'État au ministère de la Santé, du Bien-être et des Sports. En mai 2008, elle soutient le candidat du Parti démocrate à l'élection présidentielle américaine, Barack Obama, affirmant que ce serait une « catastrophe » si le candidat du Parti républicain, John McCain, venait à être élu. À la suite de cette déclaration, elle subit des critiques des autres membres du cabinet car celui-ci a pour consigne de rester neutre internationalement.
Bussemaker quitte l'exécutif avec le départ des travaillistes à la suite du désaccord sur le maintien de l'armée néerlandaise en Afghanistan, le 23 février 2010. En janvier 2011, elle entre au conseil d'administration de l'université de sciences appliquées d'Amsterdam.

### Ministre de l'Éducation, de la Culture et de la Science

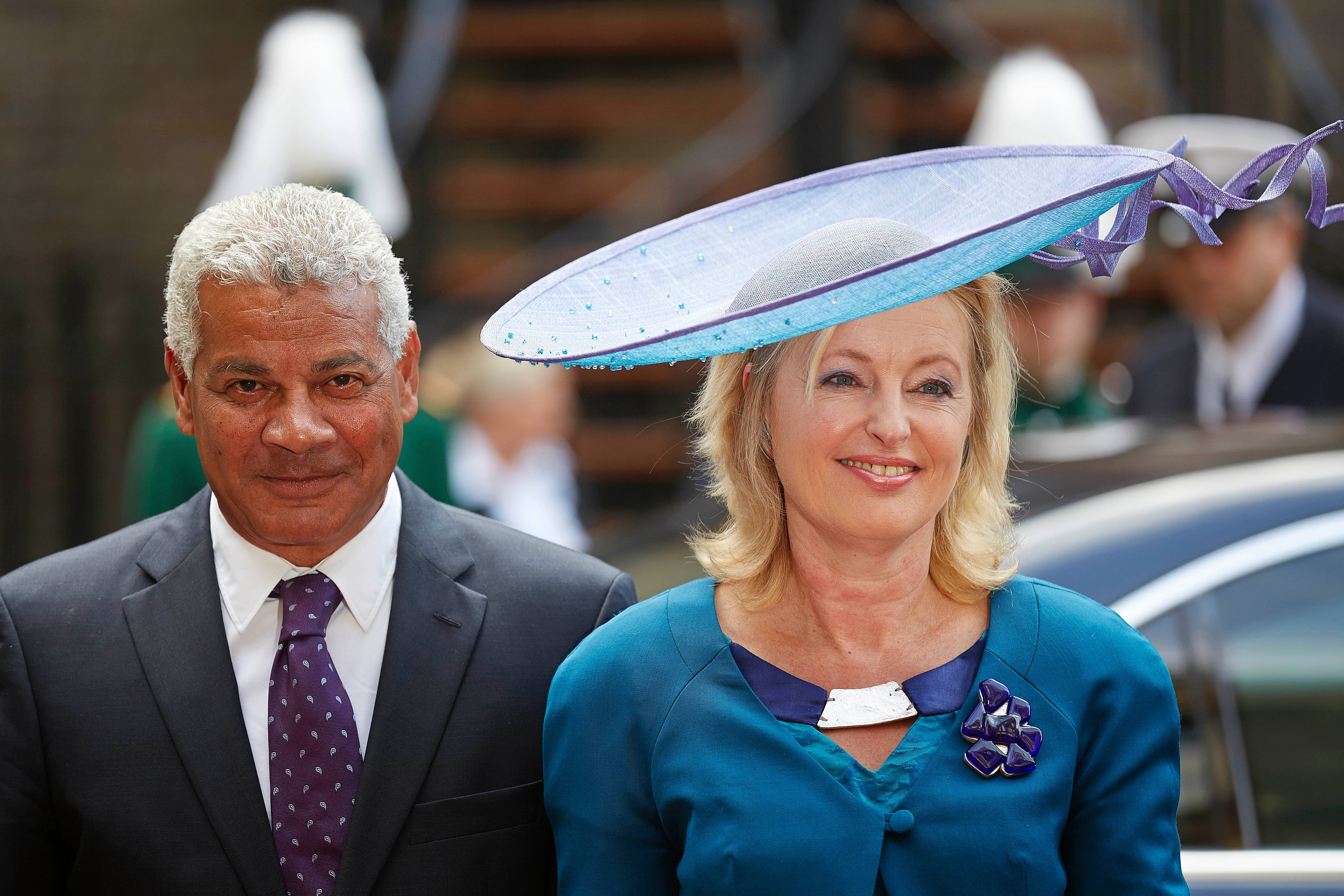
Jet Bussemaker et son mari arrivant au Prinsjesdag de 2014, au Binnenhof de La Haye.

Le 5 novembre 2012, elle est nommée ministre de l'Éducation, de la Culture et de la Science dans le cabinet Rutte II, auquel participent les travaillistes. Elle est assistée par le secrétaire d'État Sander Dekker, qui prend notamment la charge de la politique d'enseignement supérieur. En 2014, Bussemaker prend en charge de façon informelle le droit des femmes en plus de son portefeuille ministériel.
À la suite des élections législatives de 2017, les travaillistes quittent le gouvernement et Bussemaker est remplacée par Ingrid van Engelshoven. L'année suivante, elle devient professeur de science politique à l'université de Leyde.